# MOS 6508
El MOS Technology 6508 es un microprocesador de 8 bits diseñado por MOS Technology. Basado en el popular 6502, el 6508 se amplió con dos características adicionales: un puerto interno de E/S digital de 8 bits y 256 bytes de RAM estática interna. 

## Diseño de la memoria
La memoria RAM interna se asigna al espacio de direcciones de la CPU tanto en $0000-$00FF como en $0100-$01FF, por lo que puede servir como espacio de pila y página cero. El puerto de E/S está disponible en la ubicación $0001, con un registro de dirección de datos en $0000, que era el mismo diseño utilizado en el 6510. 

## Variantes

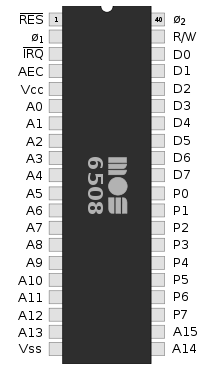
MOS Technology 6508 pin-out

Puede haber diferentes variantes de flejado/pegado de este chip, la hoja de datos a continuación enumera el pin 40 como la fase dos del reloj, pero en la computadora CBM900, el disquete de control 6508 tiene el pin 40 como "Establecer desbordamiento" (SO). SO es un pin que también se ofrece en el 6502 de 40 pines, pero se omite en todas las variantes de 650 pines de 28 pines (6503 – 6507). El pin SO, en las CPU de la familia 6500 que lo tienen, establece el indicador de desbordamiento en el registro P, que se puede probar utilizando las instrucciones BVC/BVS. Usando SO, se puede construir un bucle de sondeo ajustado de 3 ciclos de máquina, más estricto que las dos instrucciones mínimas de cualquier prueba y bucle de derivación que no use la funcionalidad del pin SO. 